# Bill Vincent
William Albert Vincent –conocido como Bill Vincent– (16 de abril de 1957) es un deportista neozelandés que compitió en judo. Ganó cinco medallas en el Campeonato de Oceanía de Judo entre los años 1979 y 1988.

## Palmarés internacional
| Campeonato de Oceanía | Campeonato de Oceanía    | Campeonato de Oceanía | Campeonato de Oceanía |
| Año                   | Lugar                    | Medalla               | Categoría             |
| --------------------- | ------------------------ | --------------------- | --------------------- |
| 1979                  | Rotorua (Nueva Zelanda)  | Medalla de plata      | –86 kg                |
| 1983                  | Numea (Francia)          | Medalla de oro        | –86 kg                |
| 1983                  | Numea (Francia)          | Medalla de oro        | Abierta               |
| 1985                  | Auckland (Nueva Zelanda) | Medalla de oro        | –78 kg                |
| 1988                  | Sídney (Australia)       | Medalla de oro        | –86 kg                |